# Xã Union Grove, Quận Meeker, Minnesota
Xã Union Grove (tiếng Anh: Union Grove Township) là một xã thuộc quận Meeker, tiểu bang Minnesota, Hoa Kỳ. Năm 2010, dân số của xã này là 633 người.